# Franziska Reindl (Eishockeyspielerin)
Franziska Reindl, verh. Wessely, (* 16. September 1982 in Garmisch-Partenkirchen) ist eine deutsche Eishockeyspielerin. Sie ist die Tochter des früheren Eishockeynationalspielers Franz Reindl.

## Karriere
Franziska Reindl begann als 13-Jährige im heimischen Garmisch mit dem Eishockeysport. Später setzte sie ihre Karriere beim SC Riessersee fort und wechselte nach dem Abstieg des insolventen Klubs in die Landesliga im Jahr 2002 zum Bundesligisten ERC Sonthofen. Nach ihrer Ausbildung zur Sport- und Fitnesskauffrau beim Deutschen Eishockey-Bund e.V., arbeitete sie für ein Jahr beim kanadischen Eishockeyverband Hockey Canada und spielte in der SAWHA-Liga bei den Calgary Hurricanes. Nach ihrer Rückkehr 2005 wechselte sie erneut zum SC Riessersee. 2006 ging sie wieder zurück nach Calgary, wo Reindl erneut 1,5 Jahre verbrachte.
Reindl war Mitglied des Organisation-Komitees für die in Deutschland ausgetragene Eishockey-Weltmeisterschaft der Herren 2010.

### Nationalteam
Bereits 1999 wurde Franziska Reindl in den Kader der deutschen Nationalmannschaft der Frauen aufgenommen. 2002 nahm Reindl mit der Mannschaft an den Olympischen Winterspielen in Salt Lake City teil und belegte dort den sechsten Platz.

## Privatleben
Seit Juli 2009 ist Franziska Reindl verheiratet.